# Hunstanton
Hunstanton – miasto w Anglii, w hrabstwie Norfolk, w dystrykcie King’s Lynn and West Norfolk. Leży 65 km na północny zachód od Norwich i 164 km na północ od Londynu. W 2001 miasto liczyło 4961 mieszkańców.